# Соломон бен Аврам Коен
Соломон бен Аврам Коен (Шеломо Аврам Акоен), известен с акронима Моаршах, е равин в Османската империя и историк.

## Биография
Роден е през XVI век в Сяр. Равин е в Битоля и в Солун от 1586 година. Моаршах е автор на „Отговорите на Моаршах“ в четири тома от 1586 година, издадени посмъртно през 1730 година. Книгата дава ценна информация за живота на евреите на Балканския полуостров в XVI век. Откъси, които се отнасят за българските земи през XVI век са издадени през 1958 година в „Еврейски извори за обществено-икономическо развитие на балканските земи през XVI век (том 1). В тях се съдържат сведения за търговията между София, Солун, Скопие и Дубровник, също така се дава информация за данъчните своеволия на османската власт и опитите, които прави населението, за да се противопостави на това. Поместена е информация за еврейската община в София и данни за стопанския живот по българските земи.
Аврам Шеломо умира през 1602 година.